# Allocations pour perte de gain en Suisse
Pour les articles homonymes, voir APG.
Les allocations pour perte de gain (APG) sont des allocations versées en compensation d'une perte de gain professionnelle, soit parce qu'une personne est astreinte à un service (service militaire, mais aussi protection civile et service civil) soit pour des raisons de maternité ou de paternité.

## Historique

### Pertes de gain pour service militaire
Cette allocation est instaurée en 1940 pour les travailleurs en service actif, sur décision du Conseil fédéral qui avait alors les pleins pouvoirs. Elle visait à éviter les tensions sociales qui s'étaient manifestées pendant la Première Guerre mondiale. À cette période, en effet, le code des obligations n'obligeait l'employeur à verser le salaire des hommes mobilisés que durant une brève période, de sorte que beaucoup de familles connurent des difficultés financières. Le droit à l'allocation est étendu au cours de l'année 1940 aux indépendants et aux agriculteurs et en 1945 aux étudiants.  
Les allocations étaient financées pour moitié par la Confédération (les cantons lui remboursant ensuite un tiers de la somme) et pour moitié par des cotisations sur les salaires, à la charge des employés et des employeurs (chacun 2 %). Hommes et femmes y cotisent, étrangers travaillant en Suisse compris.  
À la fin de 1947, les cotisations obligatoires sont intégrées à celles de l'assurance-vieillesse et survivants.   

### Assurance maternité
Si la Suisse a été le premier pays d'Europe à interdire le travail des  femmes ayant récemment accouché, il a fallu attendre 2005 pour qu'une allocation de maternité soit mise en place, après nombre de tentatives avortées.  
Les premières mesures de protection de la santé des femmes enceintes datent d'une loi cantonale de 1864, interdisant d'employer des femmes dans les fabriques du canton de Glaris pendant les six semaines suivant leur accouchement. Une loi fédérale de 1877 l'étend aux fabriques de branches sélectionnées. La Suisse est alors pionnière en la matière en Europe. La loi prévoit que les mères bénéficient d'une période de repos de huit semaines, dont six doivent tomber après l’accouchement. Toutefois, aucune compensation salariale n'est prévue à cette interdiction de travail, malgré les demandes d'associations féminines. Le 5 octobre 1899, la « Lex Forrer  » est adoptée par le Parlement. Outre le remboursement des soins maladies, et une indemnité de 60 % du salaire, elle prévoit une indemnité spécifique pour les femmes enceintes ou venant d'accoucher. En 1900, la loi est rejetée à la suite d'une votation. En 1904, les associations féminines, de tendance bourgeoise, et celles de gauche, réclament conjointement par pétition au Conseil fédéral une indemnisation de la période non travaillée, qui n'est pas respectée par les femmes les plus dans le besoin compte tenu de la perte de revenus que cela représente. En 1911, les femmes assurées peuvent bénéficier pendant 6 mois des mêmes prestations qu'en cas de maladie, c'est-à-dire la prise en charge de soins infirmiers et, en fonction de leur assurance, d'une indemnité maladie, mais de fait, très peu de femmes sont concernées, à peine 7 % en 1914.  
En 1945, le principe de l'assurance maternité est inscrit dans la Constitution. Le Conseil fédéral met en place une Commission d'experts pour l'assurance maternité dès 1946, mais le projet, intégré à partir de 1948 au plus large dossier de l'assurance-maladie, est bloqué pendant des décennies, notamment à la suite du rejet en votation en 1974 des projets de réforme de l'assurance-maladie.  
L'initiative populaire « pour une protection efficace de la maternité », qui vise à instaurer un congé maternité de 16 semaines et un congé parental de 9 mois financés à parts égales par les employeur et les employés, est déposée en 1980 mais rejetée en votation en 1984 par 84,2 % des voix,. En 1987, la révision totale de la loi fédérale sur l’assurance-maladie, qui prévoyait notamment de financer une assurance-maternité par un prélèvement sur les salaires, échoue aussi dans les urnes,. Un nouveau projet de loi prévoyant d'allouer une allocation pour pertes de gain et un forfait unique, également versé aux mères sans activité lucrative, et de le financer par la TVA est rejeté en 1999 par 61 % des voix à la suite du référendum demandé par la droite et les milieux économiques. Le canton de Genève introduit alors en 2001 sa propre assurance-maternité,. 
Un nouveau projet est élaboré à la suite du dépôt d'une initiative parlementaire en 2001 par le conseiller national radical bernois Pierre Triponez (de). Financé par les cotisations salariales, il ne prévoit de servir des prestations (80 % du revenu pendant 14 semaines) qu'aux seules femmes exerçant une activité lucrative, contrairement aux précédents. Il est accepté par 55 % des voix en votation populaire le 26 septembre 2004 et entre en vigueur le 1er juillet 2005,.

### Allocation de paternité
En 2011, une allocation de paternité de 14 jours est créée, à l'intention des pères ou de l'autre parent.

### Allocation de prise en charge
Cette allocation est instituée en 2021. D'une durée fractionnable de 14 semaines, elle est versée aux parents d'un enfant gravement malade, qui peuvent la répartir entre eux à leur convenance.

### Allocation d'adoption
Elle est instituée en 2023. D'une durée de 14 jours au maximum et répartissable entre les deux parents, cette allocation est versée aux personnes adoptant un enfant de moins de quatre ans.

## Personnes concernées
Ces allocations concernent :
- En cas de service
  - Les personnes qui font du service militaire dans l'armée suisse
  - Les personnes qui servent dans la protection civile
  - Les personnes qui effectuent un service civil
  - Les personnes qui participent aux cours fédéraux et cantonaux de "Jeunesse et Sport"
- En cas de maternité, dès la naissance de l'enfant
  - Les femmes salariées
  - Les femmes actives en qualité d'indépendante
  - Les femmes actives dans l'entreprise de leur époux en touchant un salaire en espèces
  - Les femmes au chômage touchant déjà une indemnité journalière de l'assurance-chômage ou remplissant les conditions pour en toucher une.
  - Les femmes en incapacité de travail pour maladie, accident ou invalidité et touchant, pour cette raison, des indemnités d'une assurance sociale ou privée pour autant que ces indemnités aient été calculées sur la base d'un salaire précédemment réalisé.
  - Les femmes actives dans un rapport de travail régulier, mais ne touchant ni salaire, ni indemnités journalières parce que le droit est épuisé.
- En cas de paternité, après la naissance de l'enfant (dès 2021)

## Montant des allocations
Dans le cas d'un service, l'allocation totale ne peut excéder 275 (CHF) par jour en 2023. L'allocation totale comprend les quatre types d'allocations suivantes :
- L'allocation de base : 80 % du revenu moyen perçu avant le service ;
- L'allocation pour enfant : 22 (CHF) par jour et par enfant pour autant que celui-ci n'ait pas 18 ans révolus (25 si en formation)
- L'allocation pour frais de garde : remboursement de tous les frais de garde effectifs avec un maximum 75 (CHF) par jour.
- L'allocation d'exploitation : 75 (CHF) par jour pour les personnes qui dirigent une entreprise et doivent déléguer leurs responsabilités[13].

Dans le cas d'une maternité, le montant des allocations correspond à 80 % du revenu moyen perçu avant la maternité, mais elle est limitée en 2024 à 220 CHF par jour. Si les revenus précédents étaient une indemnité (de type chômage ou autre), l'indemnité est remplacé à 100 %. Il n'y a pas de minimum. Toutefois, les cantons sont libres de verser des allocations complémentaires, comme c'est le cas à Genève où le coût de la vie est plus élevé.
L'écart de traitement entre hommes et femmes résultant du plafond différent de l'allocation de service, principalement versé aux hommes, et de l'allocation de maternité, versée aux femmes, a fait l'objet de critiques pour son caractère discriminant depuis 2019 et de tentatives infructueuses  auprès du sénat fédéral et du Conseil des États pour y remédier. 

## Situation financière
L'introduction en juillet 2005 de l'assurance maternité dans la prise en charge des allocations pour perte de gain (APG) a considérablement augmenté le volume des dépenses fédérales en matière d'APG. En effet, en 2003, le volume des prestations s'élevait à environ 703 millions (CHF), ce chiffre a atteint le milliard en 2008 et, avec son extension aux pères en 2011 et la prise en charge pour enfants gravement malades en 2021, les dépenses cette même année ont totalisé 2 milliards de CHF. En 2021, la part des allocations de maternité représentent 51 % des dépenses. Le montant moyen le plus important des allocations versées est celui de l'allocation de paternité (169 CHF). 
Les allocations versées sont financées par un système de cotisations solidaires obligatoires sur les activités lucratives (salaires et revenus des travailleurs indépendants) dont le taux a varié selon les années entre 0,3 et 0,6 %.